# أمازينغ أليكس
أمازينغ أليكس (بالإنجليزية: Amazing Alex)‏ ، هي لعبة فيديو إلكترونية من نوع ألغاز، تعمل على نظام الهاتف اللوحي، نشرها شركة روفيو إنترتنمنت سنة 2012م، وتوفر اللعبة في المتاجر الإلكترونية وهي : ويندوز فون وأندرويد وآي أو إس .
اللعبة تمت إزالتها من متجر ابل وايفون في عام 2015 في 13 من نيسان . كانت اللعبة مسلية وتتوفر كذالك علي أكثر من 100 مستوي والشركة المنتجة للعبة هي Rovio Entertainment .
لازال هناك نسخ يمكنك تحميلها ولعبها

## وصلات خارجية
- معلومات حول لعبة Amazing Alex
- Official Website